# Cultura Cernavodă
La cultura Cernavodă (c. 4000–3200 aC) va ser una cultura arqueològica tardana de l'Edat del Coure. La seva àrea d'influència s'estenia per la part baixa del riu Bug oriental i el Danubi i al llarg de la costa del mar Negre i una mica cap a l'interior, vers l'actual Romania i Bulgària. Porta el nom de la ciutat romanesa de Cernavodă.

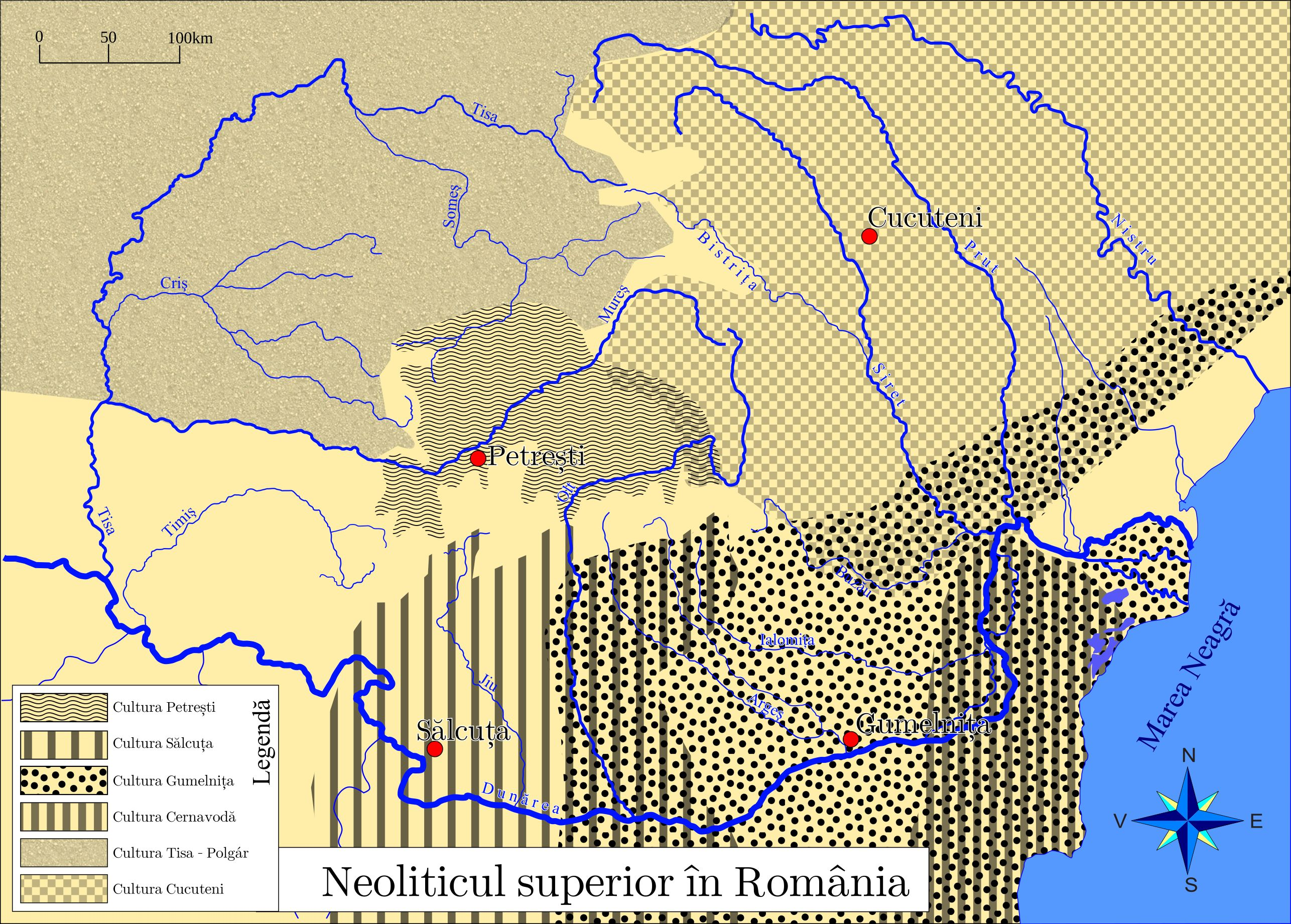
Àrea de distribució de la cultura Cernavoda a Romania.

Aquesta cultura succeeix i ocupa pràcticament la mateixa àrea que l'anterior cultura Karanovo i la cultura Gumelnița, per a les quals sembla evident un horitzó de destrucció. Forma part del "complex balcànic-danubià" que s'estén per tota la longitud del riu i fins al nord d'Alemanya a través de l'Elba i la cultura de Baden. Es creu que la seva part nord-est és ancestral de la cultura Usatove.
Es caracteritza per assentaments defensius al cim de turons. La ceràmica comparteix trets amb la que es troba més a l'est, a la cultura Sredny Stog de l'estepa eurasiàtica del sud-oest; els enterraments també tenen una semblança amb els de més a l'est.
S'ha teoritzat que la cultura Cernadova, juntament amb la cultura Sredny Stog, va ser la font de les llengües anatòliques.